# Schneider-pitta
A Schneider-pitta (Pitta schneideri) a madarak osztályának verébalakúak (Passeriformes)  rendjébe és a pittafélék (Pittidae) családjába tartozó faj.
A magyar név forrással nincs megerősítve, lehet, hogy az angol név tükörfordítása (Schneider's Pitta).

## Előfordulása
Az Indonéziához tartozó Szumátra szigetének endemikus faja.

## Megjelenése
Testhossza 22 centiméter.